# Lucien Willemsens
Lucien (Luc) Willemsens (Mol, 15 januari 1942 - 3 mei 2019) was een Belgisch senator.

## Levensloop
Willemsens werd beroepshalve leerkracht en was vervolgens ambtenaar.
Hij was politiek actief voor de PVV en werd voor deze partij verkozen tot gemeenteraadslid van Lennik. Hij was tevens provincieraadslid van Brabant.
Van 1985 tot 1987 zetelde hij tevens in de Belgische Senaat als gecoöpteerd senator.

## Bron
- Laureys, V., Van den Wijngaert, M., De geschiedenis van de Belgische Senaat 1831-1995, Lannoo, 1999.